# Бернхард V фон Липе (епископ)
Бернхард фон Липе (на немски: Bernhard V zur Lippe; * 1277; † 1341) от Дом Липе, е като Бернхард V княжески епископ на Падерборн (1321 – 1341).

## Биография
Той е син на Симон I фон Липе († 1344), владетел на Господството Липе и на Господство Реда, и съпругата му Аделхайд фон Валдек († 1339/1342), дъщеря на граф Хайнрих III фон Валдек.
Бернхард V помага финансово и със свои средства на манастирите Мариенмюнстер, на миндерщатите Фьорден и Бреденборн и на град Беверунген. През 1326 г. той сключва с благородниците и катедралния капител договора Privilegium Bernhardi.